# Браунінг (Міссурі)
Браунінг (англ. Browning) — місто (англ. city) в США, в округах Лінн і Салліван штату Міссурі. Населення — 219 осіб (2020).

## Географія
Браунінг розташований за координатами 40°2′6″ пн. ш. 93°9′37″ зх. д. / 40.03500° пн. ш. 93.16028° зх. д. (40.034946, -93.160347).  За даними Бюро перепису населення США в 2010 році місто мало площу 1,36 км², з яких 1,35 км² — суходіл та 0,00 км² — водойми.

## Демографія
Згідно з переписом 2010 року, у місті мешкало 265 осіб у 110 домогосподарствах у складі 72 родин. Густота населення становила 195 осіб/км².  Було 144 помешкання (106/км²).
Расовий склад населення:
| - 96,2 % — білих - 0,4 % — корінних американців - 0,4 % — чорних або афроамериканців |

До двох чи більше рас належало 2,6 %. Частка іспаномовних становила 6,8 % від усіх жителів.
За віковим діапазоном населення розподілялося таким чином: 26,4 % — особи молодші 18 років, 57,4 % — особи у віці 18—64 років, 16,2 % — особи у віці 65 років та старші. Медіана віку мешканця становила 38,7 року. На 100 осіб жіночої статі у місті припадало 100,8 чоловіків;  на 100 жінок у віці від 18 років та старших — 97,0 чоловіків також старших 18 років.
Середній дохід на одне домашнє господарство  становив 33 599 доларів США (медіана — 29 375), а середній дохід на одну сім'ю — 41 540 доларів (медіана — 41 250). Медіана доходів становила 31 250 доларів для чоловіків та 25 375 доларів для жінок. За межею бідності перебувало 34,0 % осіб, у тому числі 41,8 % дітей у віці до 18 років та 15,0 % осіб у віці 65 років та старших.
Цивільне працевлаштоване населення становило 112 особи. Основні галузі зайнятості: освіта, охорона здоров'я та соціальна допомога — 25,9 %, виробництво — 16,1 %, транспорт — 10,7 %, роздрібна торгівля — 8,9 %.